# Yasuha
Yasuha Ebina (海老名 泰葉; Tokio, 17 de enero de 1961), conocida profesionalmente como Yasuha, es una cantante y compositora japonesa, tarento, productora discográfica y empresaria. Su vida personal ha sido objeto de controversias y ha logrado una amplia cobertura mediática. Además de su carrera como cantante, ha sido exitosa como tarento, apareciendo en numerosos programas de televisión y de radio en Japón a lo largo de los años.

## Primeros años
Yasuha Ebina nació el 17 de enero de 1961 en Taitō, Tokio, como la segunda hija del interpretador de rakugo, Hayashiya Sanpei I y la novelista Kayoko Ebina. Su abuelo, Hayashiya Shōzō VII también fue un rakugo, como también sus dos hermanos, Hayashiya Shōzō IX y Hayashiya Sanpei II. Su hermana, Midori Ebina es una ex actriz. De niña, Ebina aprendió música clásica, sin embargo, después de fallar al entrar a un colegio de música, ella empezó a desarrollar una carrera como una cantante de City Pop.

## Carrera
En 1979, Ebina comenzó su carrera como tarento, apareciendo en numerosos programas de televisión, tales como los programas de variedad japoneses Variety Do Re Mi Fa So La Ti Do (1979-1982) y Gogo wa MaruMaru Omoikkiri TV (1987-1988).
Ebina estableció su carrera como cantante en 1981, publicando su sencillo debut "Flyday Chinatown" a través de Polydor Records. La canción fue un éxito moderado, alcanzando #69 en las listas semanales de Oricon y vendiendo aproximadamente 56,000 copias. Su tercer sencillo, "Mizuiro no ame" también fue un éxito, siendo utilizado en la serie Minna no Uta. Como cantante, ella ha publicado 7 álbumes de estudio y 2 álbumes recopilatorios. Ella también ha escrito algunas canciones para otros artistas, incluyendo el éxito de Shohjo-Tai, "Motto Charleston" (1986), el cual alcanzó el número 16 en Japón.
En junio de 1988, Ebina se casó con el rakugo Shūnpūtei Koasa, posteriormente se retiró de la industria del entretenimiento para apoyar a Koasa como presidente de su compañía de producción, Haru Haru Dō. Sin embargo, en noviembre de 2007, la pareja anunció el divorcio en una conferencia de prensa en el Hotel Imperial en Japón, y el relanzamiento de la carrera de Ebina. En noviembre de 2008, ella publicó su primer sencillo desde 1986, "Ohisama yo Hohoende" a través de su propio sello discográfico, Iron Candles.

## Discografía

### Álbumes

#### Álbumes de estudio
| Título                                         | Detalles del álbum                                                                    |
| ---------------------------------------------- | ------------------------------------------------------------------------------------- |
| Transit                                        | - Lanzamiento: 1 de noviembre de 1981 - Discográfica: Polydor - Formato(s): CD, LP    |
| Vivid                                          | - Lanzamiento: 25 de abril de 1982 - Discográfica: Polydor - Formato(s): LP           |
| Waffusshigii. (わっ不っ思議ー。)               | - Lanzamiento: 11 de junio de 1982 - Discográfica: Polydor - Formato(s): LP           |
| Reserved                                       | - Lanzamiento: 25 de marzo de 1983 - Discográfica: Polydor - Formato(s): LP           |
| Waffusshigii. Part.2 (わっ不っ思議ー。 Part.2) | - Lanzamiento: 1 de noviembre de 1983 - Discográfica: Polydor - Formato(s): LP        |
| White Key                                      | - Lanzamiento: 5 de septiembre de 1984 - Discográfica: Polydor - Formato(s): LP       |
| Yahhoo!                                        | - Lanzamiento: 25 de septiembre de 1986 - Discográfica: Broadway - Formato(s): CD, LP |

#### Álbumes recopilatorios
| Título                    | Detalles del álbum                                                                 |
| ------------------------- | ---------------------------------------------------------------------------------- |
| Yasuha: Single Collection | - Lanzamiento: 25 de marzo de 1986 - Discográfica: Polydor - Formato(s): CD        |
| Golden Best Yasuha        | - Lanzamiento: 1 de marzo de 2006 - Discográfica: Universal Music - Formato(s): CD |

### Sencillos

#### Como artista principal
| Título                                            | Año  | Álbum                     |
| ------------------------------------------------- | ---- | ------------------------- |
| "Flyday Chinatown" 「フライディ・チャイナタウン」 | 1981 | Transit                   |
| "Blue Night Blue" 「ブルーナイト・ブルー」        | 1982 | Vivid                     |
| "Mizuiro no One Piece" 「水色のワンピース」       | 1982 | Waffusshigii.             |
| "Paul Poly Paula" 「ポール・ポーリー・ポーラ」    | 1983 | Yasuha: Single Collection |
| "Cool Town"                                       | 1983 | Waffusshigii. Part. 2     |
| "Natsu no Koi, Jealousy" 「夏の恋・ジェラシー」   | 1984 | White Key                 |
| "Shitamachi Swing" 「下町スウィング」             | 1984 | White Key                 |
| "Sincerely Yours"                                 | 1986 | Yahhoo!                   |
| "Ohisama yo Hohoende" 「お陽様よほほえんで」      | 2008 | Sin álbum                 |
| "I Believe"                                       | 2009 | Sin álbum                 |
| "Sakura Mau Hi wa" 「桜舞う日は」                 | 2015 | Sin álbum                 |
| "Smile"                                           | 2017 | Sin álbum                 |
| "Shinnai no Mythology" 「深愛のmythology」        | 2018 | Sin álbum                 |

#### Créditos de composición
| Título                                                           | Año  | Artista       | Álbum                                         |
| ---------------------------------------------------------------- | ---- | ------------- | --------------------------------------------- |
| "Meguro no Jikka e Kaerimasu" 「目黒の実家へ帰ります」           | 1986 | Yuko Igarashi | Sin álbum                                     |
| "Fushigi nanowa Sayonara no Hoho" 「不思議なのはサヨならの方法」 | 1986 | Iyo Matsumoto | Tenshi no Baka                                |
| "Baby's Rock"                                                    | 1986 | Shohjo-Tai    | Untouchable                                   |
| "Yes It's My Heart"                                              | 1986 | Shohjo-Tai    | Untouchable                                   |
| "Motto Charleston" 「もっとチャールストン」                      | 1986 | Shohjo-Tai    | ABCD...                                       |
| "Misty Morning Stranger"                                         | 1986 | Shohjo-Tai    | Shohjo-Tai Complete Singles Forever 1984-1999 |
| "Rubber Sole"                                                    | 1986 | Shohjo-Tai    | Shohjo-Tai Complete Singles Forever 1984-1999 |
| "Cheer Girl no Houkago" 「チアガールの放課後」                   | 1987 | Shohjo-Tai    | Zoo                                           |